# フロリカ・ムジチェスク
フロリカ・ムジチェスク(ルーマニア語: Florica Musicescu, 1887年5月27日 - 1969年3月19日)は、ルーマニアのピアノ教師。

## 経歴
1887年、音楽学者のガヴリール・ムジチェスクの娘としてヤシに生まれる。ライプツィヒ、パリ、ロンドン、ジュネーヴの各地でピアノを学び、1914年からブカレスト音楽院で教鞭を執った。
主な門下に、ミハイ・ブレディテアヌ、パウル・ダン、ダン・グリゴレ、ミンドゥル・カッツ、ディヌ・リパッティ、マリア・フォティノ、コルネリウ・ゲオルギュー、ラドゥ・ルプ等がいる。